# Mulk Raj Anand

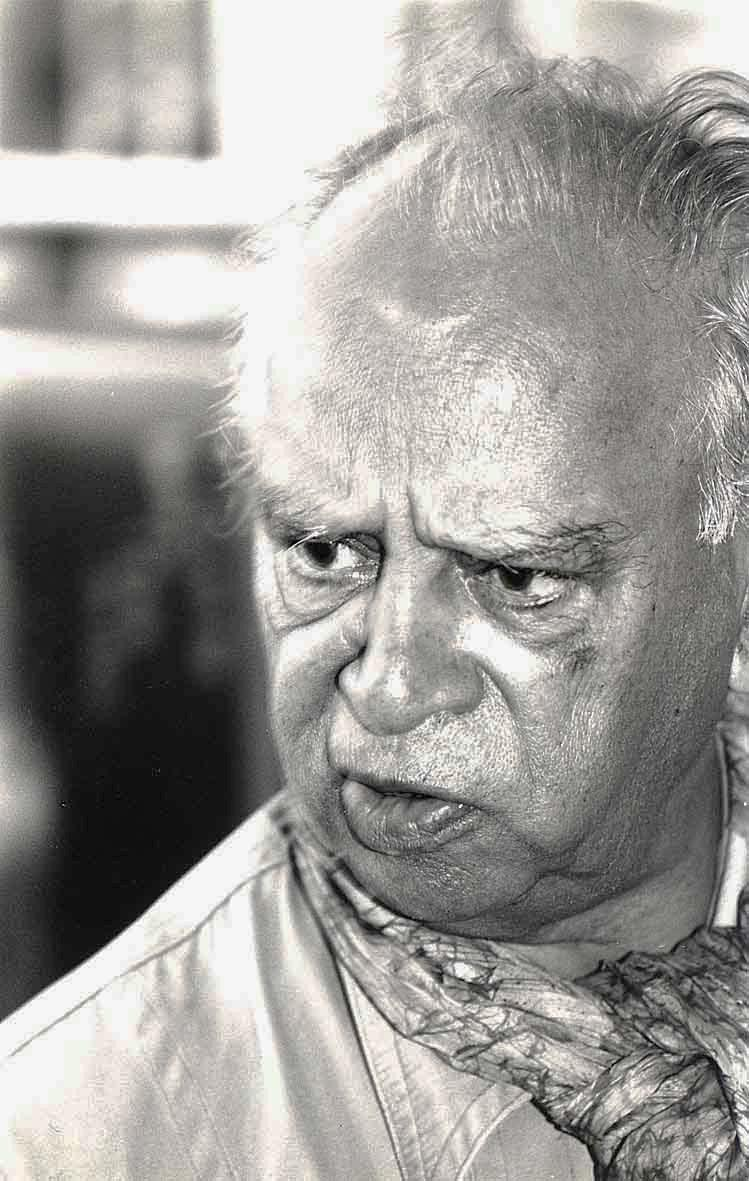
Mulk Raj Anand

Mulk Raj Anand född 12 december 1905 i Peshawar, död 28 september 2004, var en indisk författare.
Anand fick utbildning vid universitetet i Lahore, Indien och London och Cambridge, Storbritannien, där han blev filosofie doktor.
Anand är främst känd för sina realistiska och inkännande beskrivningar av de fattiga och kastlösa i Indien. Han anses allmänt vara grundaren av den engelskspråkiga indiska romanen. Anand visar i romaner som Kuli (Coolie) och Kastlös (Untouchable) dels på klyftan mellan britterna och de koloniserade indierna, dels på klasskillnaderna i det indiska samhället som verkade som en hämsko på Indiens utveckling till en modern nation.
Anand var med om att grunda Progressive Writers Association. Hans karriär sträcker sig över 75 år. Han avled 2004 i Pune.